# De erfpachter
Tom Poes en de erfpachter (in boekuitgaven/spraakgebruik verkort tot De erfpachter, en in enkele gevallen De erfpacht) is een verhaal uit de Bommelsaga, geschreven en getekend door Marten Toonder. Het verhaal verscheen voor het eerst op 31 oktober 1970 en liep tot 16 januari 1971.
Het thema van dit verhaal is tweeledig: enerzijds geriatrie, anderzijds de verwoestende werking van erfpacht.

## Samenvatting
In het noordwesten waar De Zwarte Bergen in zee uitkomen is een wijde kloof, die Waaigat genoemd wordt. Als de dwerg Kwetal daar passeert bij het ipsen, bedacht hij dat hij nog belasting, een flesje mirre, moest betalen aan de heks Grit van de Gorrelgrot. Die waarschuwt hem dat het moment komt dat het talent voor haar grond betaald moet worden, hoewel ze liever het land aan haar zoon wil geven. Op zijn weg naar het zuiden herinnert Kwetal zich plotseling dat het om slot Bommelstein gaat. Hij gaat dan ook in een vliegende storm bij de kasteelheer langs om hem dat verschuldigde talent te brengen.
Op het kasteel zitten heer Bommel en Tom Poes gezellig bij de knappende haard te luisteren naar de storm buiten. Kwetal komt binnenwaaien en overhandigt de oude munt. Hij denkt dat er iets uit het verleden gaat komen, dat gevaarlijk is. “Wees er zuinig op, het zal te pas komen.” Heer Bommel weet niet goed raad met de gift, maar bergt het muntstuk toch maar in de kluis, al was het maar om het in het voorjaar terug te geven aan Kwetal. Tom Poes had hem trouwens dat advies gegeven.
Op een avond, wanneer markies de Canteclaer en burgemeester Dickerdack te gast zijn, krijgt Joost opdracht oude voorvaderlijke port te halen uit de kelder. Hij kondigt tevens de komst van een dame aan voor de pacht. Juist tevoren had de kasteelheer zijn bezoekers verteld over de zegeningen van het eigen woningbezit. De bezoekster stelt zich voor als Grit van de Gorrelgrot. Morgen bij volle maan loopt de erfpacht af, dan vervalt de grond aan haar. Heer Bommel wil niets weten van erfpacht op een voorvaderlijk slot, maar Tom Poes bekijkt het getoonde document en adviseert zijn vriend een beetje vriendelijk te zijn. Het document ziet er echt uit en anders komt er misschien narigheid van. Heer Bommel geeft mevrouw Grit een stukje taart en ander vet. Joost komt in de kelder bijna onder een vat port terecht, denkt aan een aardbeving, ziet de port in de fundamenten lopen en holt naar de eetzaal. Vervolgens vliegt het ongenode bezoek lachend weg op een bezemsteel. Het is immers geen aardbeving want het zijn de gevolgen van de aflopende erfpacht. De kasteelheer kan maar beter verhuizen.
De burgemeester en de markies hebben onderweg heel veel overlast van de aardverschuivingen. De andere ochtend probeert Tom Poes tevergeefs bij zijn vriend aandacht te vragen voor de erfpachtkwestie. In de omgeving van Bommelstein vallen gaten in tuinen en wegen.
Tom Poes weet bij ambtenaar Dorknoper in het stadsarchief te achterhalen dat er een overeenkomst bestaat uit 1132. Dat is het jaar van de stichting van de stad Rommeldam. De overeenkomst werd gesloten tussen graaf Roderik van de Rommelgouw met de eigenares van het land, Grit van de Gorrelgrot. Na 839 jaren moeten de graaf of zijn nakomelingen een talent geven aan vrouwe Grit of haar rechthebbenden om het definitieve bezit van land en opstallen te verwerven. Tom Poes zegt: “Hm. Heer Ollie is dus een opvolger zonder dat hij dat weet!” en vraagt dan ook nog eens waar Grit woont. Maar dat kost twee honderd florijnen en drie dagen arbeid volgens ambtenaar Dorknoper. Dat maakt het meer dan een kleine handreiking en Tom Poes druipt af.
De burgemeester bespreekt intussen met de markies de ontstane situatie in de Kleine Club en ze zijn het erover eens dat Bommel zijn pacht moet betalen. Tom Poes meldt zijn nauwkeurige boodschap over de erfpacht na 839 jaar, maar zijn vriend wil het woord erfpacht niet horen. Maar ook de markies komt nu druk uitoefenen. Er kan geen sprake zijn van een voorvaderlijk slot want 30 jaar terug stond de ruïne te koop voor de meest biedende. De burgemeester probeert met zachte woorden heer Bommel een van zijn vele talenten te laten betalen maar tevergeefs. Heer Bommel wil er niets meer over horen.
Joost komt melden dat de aardbevingen aanhouden. Heer Bommel besluit de Oude Schicht te starten om een gesprek met de heks te beginnen, als hij haar weet te vinden. Hij gaat de Gorrelgrot opzoeken en wordt gevolgd door Tom Poes, die daarheen is gestuurd door Dickerdack. Tom Poes vraagt het adres van Grit aan de burgemeester en krijgt van hem een kaart van de Zwarte Bergen met het adres. En zijn tweede dienstauto met chauffeur, om een eind te maken aan de verzakkingen in Rommeldam.
Tom Poes vindt Grit als eerste, maar ze wil slechts met heer Bommel praten. Op dat moment komen koplampen de grot binnenrijden. De heks kondigt de verbaasde kasteelheer aan dat ze die avond haar talent komt halen. Na het terugkomen van zijn chauffeur Prikgaren, die Tom Poes bij het Waaigat heeft afgezet, besluit de burgemeester naar Bommelstein te rijden. Hij verongelukt in een sneeuwstorm met aardverschuiving en vindt tijdelijk onderdak bij de markies. Die begeeft zich persoonlijk naar slot Bommelstein. Heer Bommel en Tom Poes zijn net terug vanuit de Zwarte Bergen. Tijdens het overleg met de markies, meldt Joost dat de dame er weer is voor haar talentje. De markies ziet met eigen ogen dat de situatie rond de stad onhoudbaar wordt.
Op deze avond met een volle maan, precies een uur later, komt Grit het talent op Bommelstein halen. De burgemeester heeft Bulle Bas met versterkingen naar Bommelstein gestuurd vanwege vermeende anarchisten rond het kasteel. De manschappen vluchten echter schielijk bij het zien van een reusachtig groeiende heuvel en Bas staat er alleen voor. Joost biedt zijn ontslag aan. Het lijkt erop dat heer Ollie niet aan zijn verplichting kan voldoen, totdat Tom Poes zich ineens het muntje van Kwetal herinnert. Hij overhandigt het gouden talent aan Grit, die daarna teleurgesteld op haar bezemsteel wegvliegt. Tom Poes zegt tegen zijn vriend dat de erfpacht is ingelost. Hij zal van de heks nooit meer last hebben maar hij moet wel Kwetal terugbetalen. Alles wordt weer normaal rond slot Bommelstein. Joost is blij dat zijn ontslag niet is aanvaard. De markies wijst buiten Bulle Bas op een langsvliegende heks, maar de politiechef houdt het op een langstaartuil. Joost kan nu een slotmaaltijd bereiden voor Bulle Bas, de markies Tom Poes en heer Bommel. Laatstgenoemde prijst Tom Poes, die begreep dat het niet om talent maar om een muntstuk ging.

## Achtergronden
De krantenstrip uit 1970/1971 wijkt op een aantal punten af van de herpublicatie in 1982 en de boekuitgaven. Toonder hertekende namelijk een aantal strips, waarin de zoon van Grit van de Gorrelgrot aanvankelijk herkenbaar was met een gezicht en ledematen. In de Volledige Werken worden de oude tekeningen achterin afgedrukt. Op het eerste plaatje van 6067 is nog wel één keer een enorme hand te zien.

## Voetnoot
1. ↑  Op https://www.delpher.nl/nl/kranten zijn alle afleveringen terug te vinden. Gearchiveerd op 27 mei 2023.
2. ↑  Hemelsbreed circa 70km ten noordnoordoosten van de stad Rommeldam.
3. ↑  Het advies werd wel weer voorafgegaan door: “Hm”
4. ↑  Het noemen van ‘een heks’ geeft misverstanden in de pers.
5. ↑  De burgemeester loopt deze keer zijn etentje mis!